# Милованов, Иван Сергеевич
Ива́н Серге́евич Милова́нов (род. 8 февраля 1989, Тюмень) — российский игрок в мини-футбол, нападающий.

## Биография

### Первые годы
Милованов является воспитанником тюменского мини-футбола. За «Тюмень» он дебютировал в сезоне 2006/07, правда в нём провёл лишь один матч. Следующий сезон стал для Ивана уже полноценным. Хоть он и начал его в составе недавно созданного фарм-клуба тюменцев «Тобол-Тюмень-2», после трёх проведённых игр его перевели в главную команду. И в декабре 2007 года Милованов забил свой первый гол в чемпионате, поразив ворота московского ЦСКА, что позволило тюменцам добиться ничьей.
Вскоре Милованов начал выступать за молодёжную сборную России. В мае 2008 года он дебютировал за взрослую сборную России по мини-футболу в товарищеском матче против сборной Хорватии.
В конце 2008 года Милованов вошёл в состав молодёжной сборной России на первый в истории молодёжный чемпионат Европы. Россияне выиграли турнир, а Иван отметился важным голом в ворота сборной Словении.

### Первые медали
В сезоне 2009/10 «Тюмень» впервые в своей истории выиграла серебряные медали чемпионата. Вскоре после этого лидеры тюменской команды стали чаще вызываться в сборную. Не стал исключением и Милованов, в мае 2010 года принявший участие в двух матчах против сборной Японии.
Милованов закрепился в национальной сборной только к концу 2011 года, что позволило ему войти в состав на чемпионат Европы 2012 года. По итогам турнира россияне выиграли серебряные медали, а Иван принял участие в двух матчах, причём этими матчами стали полуфинал и финал.
В марте 2012 года Милованов забил первый гол за сборную, поразив ворота сборной Азербайджана в важнейшем стыковом матче отбора ЧМ-2012.

## Достижения
- Серебряный призёр Чемпионата Европы по мини-футболу 2012
- Победитель Молодёжного Чемпионата Европы 2008
- Чемпион России по мини-футболу: 2018/19
- Рекордсмен по числу проведённых матчей за сборную России (103)